# At Newport 1960
At Newport 1960 è un album live di Muddy Waters registrato al Newport Jazz Festival del 1960. In quell'occasione Waters fu accompagnato da una band che includeva fra gli altri Otis Spann, James Cotton e Pat Hare. Nel 2003 l'album è stato collocato dalla rivista Rolling Stone al 348º posto nella classifica "The 500 Greatest Albums of All Time". Inoltre è elencato come uno dei 100 album blues essenziali in The Rough Guide to Blues 100 Essential CDs.
At Newport 1960 è stato rimasterizzato e ripubblicato su CD nel 2001 dalla MCA Records, in una riedizione che contiene quattro tracce extra, registrate in studio a Chicago nel 1960, in formato monoaurale.

## Tracce

### Edizione su vinile
1. I Got My Brand On You – 4:24 (Willie Dixon)
2. (I'm Your) Hoochie Coochie Man – 2:50 (Willie Dixon)
3. Baby, Please Don't Go – 2:52 (Big Joe Williams)
4. Soon Forgotten – 4:08 (James Burke Oden)
5. Tiger In Your Tank – 4:12 (Willie Dixon)
6. I Feel So Good – 2:48 (Big Bill Broonzy)
7. Got My Mojo Working – 4:08 (Preston Foster)
8. Got My Mojo Working, Pt. 2 – 2:38 (Preston Foster)
9. Goodbye Newport Blues – 4:38 (Langston Hughes)

### Edizione su CD del 2001
- Tracce extra registrate in studio a Chicago nel giugno del 1960.

1. I Got My Brand On You – 2:22 (Willie Dixon) – (Originally appeared on Chess CHD2-9348, One More Mile: Chess Collectibles by Muddy Waters)
2. Soon Forgotten – 2:41 (James Burke Oden) – (Previously unreleased in the United States)
3. Tiger In Your Tank – 2:17 (Willie Dixon) – (Originally Chess single 1765)
4. Meanest Woman – 2:18 (Muddy Waters) – (Originally Chess single 1765)

## Formazione

### Musicisti
- Muddy Waters – chitarra, voce
- Pat Hare – chitarra
- Andrew Stevenson – basso
- James Cotton – armonica
- Otis Spann – pianoforte, voce
- Francis Clay – batteria

### Personale aggiuntivo
- Mary Katherine Aldin - note libretto
- Jack Tracy – note libretto
- Bob Schnieders – note libretto, coordinazione, ricerca
- Geary Chansley – ricerca fotografica
- Burt Goldblatt – fotografia
- Steve Hoffman – riparazione nastro originale
- Erick Labson – rimasterizzazione digitale
- Mike Fink – design riedizione
- Andy McKaie – produttore riedizione
- Beth Stempel – produttore riedizione
- Vartan – direttore artistico riedizione